# World RX de Suecia 2017
El World RX de Suecia, oficialmente Swecom World RX of Sweden es una prueba de Rallycross en Suecia válida para el Campeonato Mundial de Rallycross. Se celebró en el Höljesbanan en Höljes, Suecia
Johan Kristoffersson consiguió su tercera victoria de la temporada a bordo de su Volkswagen Polo GTI, seguido de Andreas Bakkerud y Sébastien Loeb. Estos tres pilotos terminaron en las mismas posiciones en la ronda pasada.
En RX2 el británico Dan Rooke consiguió su primera victoria en la temporada, seguido de Guillaume De Ridder y William Nilsson.

## Supercar

### Series
| Pos. | No. | Piloto                    | Equipo                    | Auto                | Q1  | Q2  | Q3  | Q4  | Pts |
| ---- | --- | ------------------------- | ------------------------- | ------------------- | --- | --- | --- | --- | --- |
| 1    | 3   | Johan Kristoffersson      | PSRX Volkswagen Sweden    | Volkswagen Polo GTI | 2º  | 1º  | 1º  | 2º  | 16  |
| 2    | 11  | Petter Solberg            | PSRX Volkswagen Sweden    | Volkswagen Polo GTI | 4º  | 6º  | 2º  | 1º  | 15  |
| 3    | 9   | Sébastien Loeb            | Team Peugeot-Hansen       | Peugeot 208         | 1º  | 5º  | 6º  | 3º  | 14  |
| 4    | 13  | Andreas Bakkerud          | Hoonigan Racing Division  | Ford Focus RS       | 3º  | 3º  | 3º  | 8º  | 13  |
| 5    | 21  | Timmy Hansen              | Team Peugeot-Hansen       | Peugeot 208         | 7º  | 4º  | 4º  | 4º  | 12  |
| 6    | 96  | Kevin Eriksson            | MJP Racing Team Austria   | Ford Fiesta         | 8º  | 2º  | 8º  | 5º  | 11  |
| 7    | 68  | Niclas Grönholm           | GRX                       | Ford Fiesta         | 5º  | 8º  | 7º  | 6º  | 10  |
| 8    | 6   | Jānis Baumanis            | STARD                     | Ford Fiesta         | 12º | 16º | 5º  | 7º  | 9   |
| 9    | 43  | Ken Block                 | Hoonigan Racing Division  | Ford Focus RS       | 6º  | 7º  | 20º | 12º | 8   |
| 10   | 44  | Timo Scheider             | MJP Racing Team Austria   | Ford Fiesta         | 10º | 10º | 9º  | 18º | 7   |
| 11   | 17  | Timur Timerzyanov         | STARD                     | Ford Fiesta         | 15º | 11º | 13º | 9º  | 6   |
| 12   | 93  | Sebastian Eriksson        | Olsbergs MSE              | Ford Fiesta ST      | 13º | 14º | 12º | 10º | 5   |
| 13   | 71  | Kevin Hansen              | Team Peugeot-Hansen       | Peugeot 208         | 11º | 9º  | 21º | 13º | 4   |
| 14   | 57  | Toomas Heikkinen          | EKS RX                    | Audi S1             | 9º  | 20º | 10º | 15º | 3   |
| 15   | 45  | Per-Gunnar Andersson      | EKS RX                    | Audi S1             | 17º | 15º | 16º | 11º | 2   |
| 16   | 87  | Jean-Baptiste Dubourg     | DA Racing                 | Peugeot 208         | 18º | 17º | 11º | 14º | 1   |
| 17   | 98  | Oliver Eriksson           | Olsbergs MSE              | Ford Fiesta ST      | 16º | 12º | 18º | 16º |     |
| 18   | 15  | Reinis Nitišs             | EKS RX                    | Audi S1             | 14º | 13º | 14º | DNF |     |
| 19   | 60  | Joni-Pekka Rajala         | Vaaranmara Racing         | Mitsubishi Mirage   | 19º | 18º | 15º | 19º |     |
| 20   | 84  | Hervé "Knapick" Lemonnier | Hervé "Knapick" Lemonnier | Citroën DS3         | 22º | 19º | 19º | 20º |     |
| 21   | 100 | Guy Wilks                 | LOCO World RX Team        | Volkswagen Polo     | 20º | 21º | 22º | 17º |     |
| 22   | 10  | "Csucsu"                  | Speedy Motorsport         | Kia Rio             | 21º | EXC | 17º | DNF |     |

### Semifinales
Semifinal 1
| Pos. | No. | Piloto               | Equipo                   | Tiempo    | Pts |
| ---- | --- | -------------------- | ------------------------ | --------- | --- |
| 1    | 3   | Johan Kristoffersson | PSRX Volkswagen Sweden   | 04:17.248 | 6   |
| 2    | 9   | Sébastien Loeb       | Team Peugeot-Hansen      | +1.296    | 5   |
| 3    | 21  | Timmy Hansen         | Team Peugeot-Hansen      | +2.487    | 4   |
| 4    | 43  | Ken Block            | Hoonigan Racing Division | +3.157    | 3   |
| 5    | 7   | Timur Timerzyanov    | STARD                    | +5.368    | 2   |
| 6    | 68  | Niclas Grönholm      | GRX                      | +5.437    | 1   |

Semifinal 2
| Pos. | No. | Piloto             | Equipo                   | Tiempo    | Pts |
| ---- | --- | ------------------ | ------------------------ | --------- | --- |
| 1    | 13  | Andreas Bakkerud   | Hoonigan Racing Division | 04:17.977 | 6   |
| 2    | 96  | Kevin Eriksson     | MJP Racing Team Austria  | +3.155    | 5   |
| 3    | 6   | Jānis Baumanis     | STARD                    | +4.075    | 4   |
| 4    | 93  | Sebastian Eriksson | Olsbergs MSE             | +4.631    | 3   |
| 5    | 44  | Timo Scheider      | MJP Racing Team Austria  | +5.129    | 2   |
| 6    | 11  | Petter Solberg     | PSRX Volkswagen Sweden   | +5.561    | 1   |

### Final
| Pos. | No. | Piloto               | Equipo                   | Tiempo    | Pts |
| ---- | --- | -------------------- | ------------------------ | --------- | --- |
| 1    | 3   | Johan Kristoffersson | PSRX Volkswagen Sweden   | 04:14.579 | 8   |
| 2    | 13  | Andreas Bakkerud     | Hoonigan Racing Division | +2.363    | 5   |
| 3    | 9   | Sébastien Loeb       | Team Peugeot-Hansen      | +2.901    | 4   |
| 4    | 21  | Timmy Hansen         | Team Peugeot-Hansen      | +6.194    | 3   |
| 5    | 96  | Kevin Eriksson       | MJP Racing Team Austria  | +6.805    | 2   |
| 6    | 6   | Jānis Baumanis       | STARD                    | +12.650   | 1   |

## RX2 International Series

### Series
| Pos. | No. | Piloto               | Equipo                        | Q1  | Q2  | Q3  | Q4  | Pts |
| ---- | --- | -------------------- | ----------------------------- | --- | --- | --- | --- | --- |
| 1    | 13  | Cyril Raymond        | Olsbergs MSE                  | 1º  | 1º  | 1º  | 1º  | 16  |
| 2    | 40  | Dan Rooke            | Dan Rooke                     | 2º  | DNF | 8º  | 2º  | 15  |
| 3    | 19  | Andreas Bäckman      | Olsbergs MSE                  | 12º | 6º  | 4º  | 7º  | 14  |
| 4    | 98  | Stein Fredric Akre   | Stein Fredric Akre            | 5º  | 17º | 9º  | 5º  | 13  |
| 5    | 6   | William Nilsson      | JC Raceteknik                 | 9º  | 14º | 3º  | 13º | 12  |
| 6    | 96  | Guillaume De Ridder  | Guillaume De Ridder           | 3º  | 13º | 10º | 15º | 11  |
| 7    | 8   | Simon Wågø Syversen  | Set Promotion                 | 17º | 4º  | 18º | 3º  | 10  |
| 8    | 21  | Marcus Höglund       | JC Raceteknik                 | 6º  | 10º | 17º | 8º  | 9   |
| 9    | 56  | Thomas Holmen        | Bard Holmen                   | 4º  | 8º  | 20º | 10º | 8   |
| 10   | 18  | Linus Östlund        | Linus Östlund                 | 11º | 11º | 2º  | 21º | 7   |
| 11   | 52  | Simon Olofsson       | Simon Olofsson                | 15º | 3º  | DNF | 4º  | 6   |
| 12   | 9   | Glenn Haug           | Glenn Haug                    | 8º  | 19º | 11º | 6º  | 5   |
| 13   | 12  | Anders Michalak      | Anders Michalak               | 7º  | 12º | 5º  | 20º | 4   |
| 14   | 69  | Sondre Evjen         | JC Raceteknik                 | 13º | 5º  | 19º | 12º | 3   |
| 15   | 2   | Ben-Philip Gundersen | Ben-Philip Gundersen          | 10º | 18º | 6º  | 16º | 2   |
| 16   | 11  | Tanner Whitten       | Olsbergs MSE                  | 20º | 2º  | 15º | 18º | 1   |
| 17   | 51  | Sandra Hultgren      | Sandra Hultgren               | 14º | 9º  | 14º | 17º |     |
| 18   | 91  | Jonathan Walfridsson | Helmia Motorsport             | 19º | 7º  | 21º | 9º  |     |
| 19   | 51  | Vasily Gryazin       | Sports Racing Technologies    | 16º | DNF | 7º  | 11º |     |
| 20   | 17  | Hampus Rådström      | Hampus Rådström               | 18º | 16º | 16º | 14º |     |
| 21   | 58  | Santosh Berggren     | A. Berggrens Bilservice Floby | 22º | 15º | 13º | DNF |     |
| 22   | 26  | Jessica Bäckman      | Olsbergs MSE                  | 21º | DNF | 12º | 19º |     |

### Semifinales
Semifinal 1
| Pos. | No. | Piloto              | Equipo         | Tiempo   | Pts |
| ---- | --- | ------------------- | -------------- | -------- | --- |
| 1    | 13  | Cyril Raymond       | Olsbergs MSE   | 4:36.396 | 6   |
| 2    | 6   | William Nilsson     | JC Raceteknik  | +1.805   | 5   |
| 3    | 19  | Andreas Bäckman     | Olsbergs MSE   | +2.692   | 4   |
| 4    | 56  | Thomas Holmen       | Bard Holmen    | +5.795   | 3   |
| 5    | 8   | Simon Wågø Syversen | Set Promotion  | +6.534   | 2   |
| 6    | 52  | Simon Olofsson      | Simon Olofsson | +22.374  | 1   |

Semifinal 2
| Pos. | No. | Piloto              | Equipo              | Tiempo   | Pts |
| ---- | --- | ------------------- | ------------------- | -------- | --- |
| 1    | 40  | Dan Rooke           | Dan Rooke           | 4:38.753 | 6   |
| 2    | 96  | Guillaume De Ridder | Guillaume De Ridder | +1.437   | 5   |
| 3    | 98  | Stein Fredric Akre  | Stein Fredric Akre  | +2.506   | 4   |
| 4    | 18  | Linus Östlund       | Linus Östlund       | +2.790   | 3   |
| 5    | 9   | Glenn Haug          | Glenn Haug          | +3.218   | 2   |
| 6    | 21  | Marcus Höglund      | JC Raceteknik       | DNF      | 1   |

### Final
| Pos. | No. | Piloto              | Equipo              | Tiempo   | Pts |
| ---- | --- | ------------------- | ------------------- | -------- | --- |
| 1    | 40  | Dan Rooke           | Dan Rooke           | 4:42.579 | 8   |
| 2    | 96  | Guillaume De Ridder | Guillaume De Ridder | +1.437   | 5   |
| 3    | 6   | William Nilsson     | JC Raceteknik       | +1.724   | 4   |
| 4    | 19  | Andreas Bäckman     | Olsbergs MSE        | +1.979   | 3   |
| 5    | 98  | Stein Fredric Akre  | Stein Fredric Akre  | +20.368  | 2   |
| 6    | 13  | Cyril Raymond       | Olsbergs MSE        | +44.991  | 1   |

## Campeonatos tras la prueba
| Pos | Piloto               | Pts | Dif |
| --- | -------------------- | --- | --- |
| 1   | Johan Kristoffersson | 181 |     |
| 2   | Petter Solberg       | 150 | +31 |
| 3   | Mattias Ekström      | 143 | +38 |
| 4   | Sébastien Loeb       | 125 | +56 |
| 5   | Andreas Bakkerud     | 124 | +57 |

| Pos | Piloto              | Pts | Dif |
| --- | ------------------- | --- | --- |
| 1   | Cyril Raymond       | 108 |     |
| 2   | Dan Rooke           | 102 | +6  |
| 3   | Guillaume De Ridder | 68  | +40 |
| 4   | Tanner Whitten      | 60  | +48 |
| 5   | Glenn Haug          | 59  | +49 |

- Nota: Solo se incluyen las cinco posiciones principales.

| Prueba previa: World RX de Noruega 2017 | Temporada 2017 del Campeonato Mundial de Rallycross | Siguiente prueba: World RX de Canadá 2017 |
| Prueba previa: World RX de Suecia 2016  | World RX de Suecia                                  | Siguiente prueba: World RX de Suecia 2018 |

- Datos: Q31851634
- Multimedia: 2017 World RX of Sweden / Q31851634